# Băneasa (Galați)
Băneasa is een Roemeense gemeente in het district Galați.
Băneasa telt 2149 inwoners.